# Casa McMinn-Horne
La Casa McMinn-Horne (en inglés: McMinn-Horne House) es una casa histórica ubicada en Homestead, Florida. La Casa McMinn-Horne se encuentra inscrito  en el Registro Nacional de Lugares Históricos desde el 30 de agosto de 1996.  

## Ubicación
La Casa McMinn-Horne se encuentra dentro del condado de Miami-Dade en las coordenadas 25°28′54″N 80°28′39″O / 25.481667, -80.4775.